# Reprise (filme)
Reprise (bra Começar de Novo) é um filme de drama norueguês de 2006 dirigido por Joachim Trier com roteiro de Eskil Vogt e do próprio diretor.
Foi selecionado como representante da Noruega à edição do Oscar 2006, organizada pela Academia de Artes e Ciências Cinematográficas.

## Elenco
- Anders Danielsen Lie
- Espen Klouman Høiner
- Viktoria Winge